# Ditrichum paulense
Ditrichum paulense är en bladmossart som beskrevs av Geheeb och Georg Ernst Ludwig Hampe 1881. Ditrichum paulense ingår i släktet grusmossor, och familjen Ditrichaceae. Inga underarter finns listade i Catalogue of Life.